# Helmut Sinn
Helmut Sinn (né le 3 septembre 1916 à Metz en Lorraine et mort le 14 février 2018) est un pilote et un entrepreneur allemand.

## Biographie
En 1937, Helmut Sinn suit une formation à l'école de pilotage de Quedlinbourg. Pendant la Seconde Guerre mondiale, Sinn participe à la campagne de France, puis à la campagne des Balkans, enchaînant des vols d'observation et de reconnaissance. Il sert ensuite sur des avions plus importants à Posen et Waldpolenz. Plus tard, Helmut Sinn est contraint à un atterrissage d'urgence dans une forêt en Russie, ce qui lui vaut quelques semaines de convalescence et un séjour à Paris. Il devient ensuite instructeur de vol, se spécialisant dans le vol aux instruments. Il forme ainsi des pilotes sur JU 52, JU 88, JU 86 et HE 111.
Après la Seconde Guerre mondiale, il créera une société spécialisée dans les montres embarquées et l'instrumentation de bord à Francfort-sur-le-Main.